# Катастрофа Ту-144 под Егорьевском
Катастрофа Ту-144 под Егорьевском — авиакатастрофа, произошедшая во вторник 23 мая 1978 года во время испытательного полёта самолёта Ту-144Д (бортовой номер СССР-77111) в Воскресенском районе Московской области в окрестностях города Егорьевска.
Самолёт выполнял контрольно-приёмочный полёт перед тем, как быть переданным для пассажирских перевозок. Однако во время отработки очередного пункта программы испытаний на борту начался пожар, который быстро распространялся по внутренним отсекам. Лётчики-испытатели сумели посадить горящую машину на поле неподалёку от Егорьевска и эвакуироваться. В катастрофе погибли два члена экипажа, самолёт был уничтожен.
Хотя полёт был испытательным, данная катастрофа стала основным поводом для прекращения полётов Ту-144 с пассажирами.

## Создание самолёта
С 1 ноября 1977 года сверхзвуковые авиалайнеры Ту-144 начали выполнять пассажирские перевозки по трассе Москва—Алма-Ата (расстояние 3260 километров). Несмотря на высокую цену по сравнению с дозвуковыми самолётами (83 рубля против 62), рейсы пользовались популярностью. Однако выполнявшие их авиалайнеры модели Ту-144С вмещали всего 80 пассажиров (коммерческая нагрузка 8 тонн). Это было обусловлено тем, что на них устанавливались относительно неэкономичные двигатели НК-144А, вследствие чего при коммерческой нагрузке 7 тонн (70 пассажиров) Ту-144С имел практическую дальность 3600 километров, а при нагрузке 15 тонн (150 пассажиров) — 3080 километров. Для полётов на расстояние свыше 4500 километров требовались новые более экономичные двигатели.
Работы в этом направлении начались ещё в 1964 году и вылились в проект двигателя РД-36-51. 4 июня 1969 года Военно-промышленная комиссия при Совете Министров СССР приняла решение № 131 по созданию самолёта Ту-144 с данными двигателями, который получил обозначение Ту-144Д («004Д»). Согласно решению, самолёт при взлётном весе 150 тонн и со 150 пассажирами на борту должен был иметь дальность полёта 4500 километров, а при взлётном весе 180 тонн и со 120 пассажирами — 6500 километров (для сравнения, это равно расстоянию от Москвы до Владивостока). К середине 1970-х гг. ОКБ-36 под руководством Петра Колесова выпустило первые двигатели РД-36-51, которые развивали взлётную тягу 20 000 кгс и крейсерскую 5100 кгс. Ту-144С СССР-77105 (заводской — 03-01), выпущенный Воронежским авиазаводом в 1973 году был сразу переоборудован в Ту-144Д путём установки данных двигателей. 30 ноября 1974 года борт СССР-77105 совершил свой первый полёт, после чего начались отработки и доводки новой силовой установки. 5 июня 1976 года авиалайнер с нагрузкой 5 тонн совершил полёт по трассе Москва—Хабаровск длиной 6200 километров, тем самым подтвердив перспективность работ по созданию Ту-144Д и переходу на серийное производство данных машин.
18 апреля 1978 года Воронежский авиазавод выпустил первый серийный Ту-144Д, которому присвоили бортовой номер СССР-77111 (заводской — 06-2) и установили доработанные двигатели РД-36-51А. 27 апреля он совершил первый полёт, после чего был перегнан на аэродром ЛИИ. Там он совершил три контрольно-сдаточных полёта и один контрольно-приёмочный. Таким образом, всего к 23 мая борт 77111 выполнил 5 полётов общей продолжительностью 9 часов 2 минуты.

## Катастрофа
23 мая авиалайнеру предстояло совершить второй контрольно-приёмный полет, в ходе которого сперва предстояло вывести самолёт на сверхзвуковую скорость (2 Маха), а затем, уменьшив скорость, выполнить на высоте 3000 метров запуск вспомогательной силовой установки (ВСУ). Управлял Ту-144 смешанный экипаж из МАП и МГА, который имел следующий состав:
- Э. В. Елян (КВС, но сидел в правом кресле[1]) — летчик-испытатель ЖЛИиДБ, был командиром в первом полёте первого Ту-144 (31 декабря 1968 года, борт CCCP-68001);
- В. Д. Попов (второй пилот, но сидел в левом кресле[1]) — летчик-испытатель ГосНИИГА;
- В. В. Вязигин — штурман-испытатель ГосНИИГА;
- О. А. Николаев — бортинженер-испытатель ЖЛИиДБ;
- В. Л. Венедиктов — бортинженер-испытатель ГосНИИГА;
- В. М. Кулеш — ведущий инженер по испытаниям ЖЛИиДБ;
- В. А. Исаев — ведущий инженер по испытаниям ГосНИИГА;
- В. Н. Столповский — ведущий инженер по силовой установке (ГосНИИГА).

Стоит отметить, что так как Владислав Попов сидел в левом кресле, а Эдуард Елян — в правом, то часто считается, что Попов и был командиром экипажа. Однако командиром на самом деле в данном случае был Елян, тем более что в некоторых воспоминаниях он сам себя так называет (см. ниже). Экипаж провёл стандартные предполётные процедуры проверки, после чего в 17:30 был осуществлён взлёт с аэродрома Раменское.
Полёт на сверхзвуке прошёл в норме, а затем экипаж стал отрабатывать запуск ВСУ. Для этого, летя по направлению к зоне испытательных полётов, самолёт был выровнен на высоте 3000 метров, а его скорость снижена до 480 км/ч. В это время в показаниях расходомера и топливомера наблюдалась разница около 4,7 тонн, то есть разность между изначальным объёмом топлива и остатком была больше, чем объём топлива, потреблённого двигателями. Это могло свидетельствовать об утечке, однако бортинженеры не придали данным показаниям серьёзного значения. В 18:45 была дана команда на запуск ВСУ. Пилоты увеличили скорость до 500 км/ч, но тут сработало табло «Пожар», а речевой информатор выдал предупреждение: Проверь пожар!. После этого бортинженер Николаев доложил пилотам о пожаре в мотогондоле силовой установки № 3, в связи с чем он отключил двигатель и активировал вторую и третью очереди пожаротушения. Тогда Попов начал разворачиваться на 180° и возвращаться на аэродром.
По версии лётчика-испытателя Эдуарда Еляна, разница показаний в расходе и потреблении топлива была замечена ещё при наборе высоты после взлёта. Однако бортинженеры Николаев и Венедиктов и один из ведущих инженеров (вероятно, Кулеш — представитель завода-изготовителя) ничего не доложили об этом пилотам и попросту выровняли показания в сторону уменьшения остатка топлива. После того как в первый раз ВСУ (вспомогательная силовая установка) не запустилась, Елян дал команду Попову возвращаться назад на аэродром. Уже после совершения разворота, как утверждает Елян, и была совершена та фатальная, повторная попытка запуска ВСУ.
После совершения разворота Николаев доложил, что сработала сигнализация пожара в двигателе № 4, в связи с чем была активирована и его система пожаротушения. Таким образом, самолёт шёл только на двигателях со стороны левого полукрыла. Тогда командир начал держать курс на ДПРМ, а второй пилот связался с диспетчерами аэродрома Раменское и доложил о том, что на самолёте пожар и он летит на двух двигателях, в связи с чем экипаж запрашивает дать им прямой заход на посадку, а также подготовить противопожарные средства. Так как поначалу кроме сигналов о пожаре больше никаких признаков возгорания не наблюдалось, то у экипажа сперва были подозрения о сбое в системе. Между тем, свидетели на земле уже видели, как за самолётом появился огромный шлейф пламени. Но довольно скоро все находящиеся в самолёте убедились в реальности пожара — из системы кондиционирования салона и правой части кабины пошёл чёрный дым, так как её трубопроводы проходили в правом полукрыле, где был пожар. По словам Владислава Попова, он сразу вспомнил, как в субботу изучал данные об аварийной посадке Ту-154 в Калининской области (произошла в пятницу 19 мая). В данном случае Попов также принял решение осуществлять аварийную посадку на поле, но Эдуард Елян поначалу возразил ему, что самолёт может долететь до аэродрома. Для улучшения видимости пилоты опустили носовой обтекатель на 17° вниз. Однако вскоре дым усилился, тем самым дезориентируя Еляна, то есть теперь Попов вёл самолёт в одиночку. Вскоре пожар охватил ещё один двигатель, из-за чего бортинженер был вынужден остановить его, а самолёт летел уже лишь на одном. Бортинженер доложил пилотам об отказе генераторов и что питание осуществляется только от аккумуляторов.
Какая злость у меня появилась после того, как понял, что машина горит и спасти её невозможно. Причем эта злость нарастала на фоне мыслей о том, что гибнет наш первый серийный самолет, который должен был начать пассажирские перевозки на Хабаровск. Неудобно приводить слова, которыми я наградил мысленно яйцеголовых. Ну, то есть никаких мыслей о себе не было ни одной секунды, только боялся задохнуться от этого проклятого дыма. Ну, для этого, кроме редкого дыхания, пришлось напрячь свой организм, как это принято делать на больших перегрузках: или кричишь (на выдохе), или делаешь выдох с голосовым звуком. А бросить штурвал не мог. В последнюю секунду подумал, если машина развалится, то пусть хоть мои руки останутся с этим штурвалом… Думал, на кой хрен мне жизнь, если не смог, как командир, уберечь такой самолет…лётчик-испытатель Э. В. Елян
Ту-144 летел на высоте 1500 метров и продолжал быстро снижаться. Хотя экипаж и имел спасательные парашюты, но из-за малой высоты пилоты приняли решение не прыгать, тем более что в этом случае была высока вероятность попасть под огонь, который уже бушевал снаружи. Так как долететь до аэродрома не было возможности, то лётчики решили осуществлять аварийную посадку на подобранном участке местности .
Впереди под нами находилась деревня, а за ней, перед той поляной — лес. Стало быть, сесть надо за лесом, дотянув до поляны. Взял я на себя штурвал, резко уменьшил вертикальную скорость. И как помчались мы по верхушкам леса! Деревья, словно гигантские барабанные палочки, стучали по самолёту, пока мы не вылетели из этого леса. Пронеслись, чудом не задев их, мимо незамеченных опор ЛЭП…летчик-испытатель В. Д. Попов
Летя по курсу 240° и при скорости около 400 км/ч, объятый огнём Ту-144 выровнялся в 3—5 метрах над землёй, а затем приземлился на болотистую поляну. Авиалайнер промчался по земле порядка километра, причём около 500—600 метров — на «брюхе», после чего остановился. Пилоты до последнего старались держать нос самолёта приподнятым, пока носовой обтекатель не врезался в землю. После остановки пилоты Попов и Елян и штурман Вязигин выбрались из кабины через форточки, а находившиеся в салоне инженеры Кулеш, Исаев и Столповский — через переднюю входную дверь. Уже снаружи было замечено отсутствие бортинженеров Венедиктова и Николаева. При попытке проникновения обратно в кабину было обнаружено, что их обоих зажало сорвавшимися при ударе креслами и они погибли. Помимо этого, у Попова была травма позвоночника, а у Вязигина — перелом ноги.
Ту-144 приземлился в 18:56 в Воскресенском районе Московской области возле деревни Кладьково (ныне не существует) и недалеко от Егорьевска — центра соседнего района (ориентировочно — 55°23′40″ с. ш. 38°51′37″ в. д.). В пожаре сгорел почти весь авиалайнер, за исключением носовой части.

## Причины катастрофы

### Расследование
Катастрофа под Егорьевском произошла спустя пять лет после нашумевшей катастрофы на авиасалоне в Ле-Бурже. К тому же Ту-144 уже совершали пассажирские перевозки. Поэтому для детального исследования технических причин данной катастрофы ОКБ Туполева пришлось создать специальные стенды, которые в полном объёме моделировали сложившиеся в данном случае условия.
Благодаря исследованиям обломков и записей с бортовых регистраторов быстро выяснилось, что непосредственным источником пожара стал запуск ВСУ. Однако требовалось определить, как в зоне ВСУ оказалось топливо, для чего на стенде предварительных испытаний подсистем перекачки и подкачки топлива были поставлены топливные системы самолёта и двигателя вплоть до форсунок, а затем проверена их работа. Испытания были длительные, но по их результатам была найдена новая для того времени проблема — в топливопроводах возникли усталостные разрушения из-за собственных колебаний, которые создало внутреннее течение топлива. Хотя в литературе указывалась ожидаемая и рекомендуемая для расчётов частота пульсации топлива около 100 Гц, в топливной системе Ту-144 эта частота достигала 1500 Гц, из-за чего за дроссельной шайбой на стенке «кармана» для установки экспериментального датчика температуры возникали критические напряжения. Это значительно снижало ресурс трубопроводов. Помимо этого, сам метод технологической очистки трубопроводов с помощью неконтролируемых пульсаций двухфазного потока по расчётам дополнительно снизил ресурс более чем в два раза. Свою роль также сыграли и значительные гидравлические удары, которые в данной системе были куда сильней, из-за высокого давления топлива.

### Выводы комиссии
Спустя всего три месяца после катастрофы комиссия из сотни человек сделала вывод о причине катастрофы.

Течь топлива в зоне моторной гондолы, которая возникла предположительно в 18 часов 18 минут с расходом 220 кг/мин, которая продолжалась до конца полета. Общая потеря топлива оценивается примерно в 8000 кг. Образование течи топлива возникло, вероятно, вследствие потери герметичности соединительных элементов или топливных трубопроводов. Топливо стекало на низ крышки двигателей и в пространство между задними частями воздухозаборника. Запуск ВСУ инициировал возгорание паров топлива, что привело к пожару силовой установки и выходу из строя двигателей— 
В общей сложности вытекло более 8 тонн топлива, которое затопило отсеки в средней части крыла, а затем начало затоплять соседние отсеки, один из которых находился над ВСУ. В результате значительное количество топлива по выхлопной трубе попало в отсек и газовоздушный тракт ВСУ. При попытке запуска данной установки из-за избытка топлива произошёл помпаж, воспламенивший всё вытекшее топливо, в результате чего огонь быстро охватил ряд систем.
Бортинженеры наблюдали, что из баков вытекло больше топлива, чем сгорело в двигателях. Однако стоит отметить, что самолёт проходил приёмо-сдаточные полёты и экипаж знал, что тарировка (калибровка) топливной системы не проводилась, к тому же такая разница наблюдалась и ранее. Помимо этого, перед данным полётом был заменён топливомер двигателя № 3, что уменьшило его расход, а следовательно увеличило и разницу. Помимо этого, в течение получаса (27 минут), что вытекало топливо, все основные системы самолёта работали в норме. В результате бортинженеры перестали доверять топливомерам, но утечка топлива была реальна.
Вообще в данном случае стоит отметить надёжность конструкции самолёта, который даже объятый пламенем (по свидетельствам очевидцев на земле) был полностью управляем, а при ударе носовой частью о землю и дальнейшем мощном пожаре не взорвался. К тому же все выявленные недостатки в топливной системе были устранены в новых двигателях РД-36-51А, а в ОКБ Туполева были внедрены специальные методики и нормы прочности для топливных трубопроводов, учитывающие значительное возрастание роли усталостных напряжений. Была решена и проблема исключения гидравлических ударов, включая ситуации с закрытием концевых кранов. Все замечания комиссии по топливной системе самолёта были выполнены полностью.

## Последствия

### Прекращение пассажирских перевозок
Самолёт 06-2 (борт СССР-77111) был первым опытным Ту-144Д, а самолёты 05-2 (CCCP-77109) и 06-1 (CCCP-77110), которые выполняли пассажирские рейсы, относились к модели Ту-144С и имели двигатели НК-144А. Хотя при расследовании катастрофы под Егорьевском почти сразу выяснилось, что причина заключалась в новой топливной системе, эксплуатация всех Ту-144 была приостановлена, и начался их тщательный осмотр. 29 мая проверки были закончены, и заместитель министра гражданской авиации по эксплуатации авиатехники Ю. Г. Мамсуров и Главный конструктор А. А. Туполев подписали решение о возобновлении перевозок на Ту-144. Однако рано утром 30 мая министр гражданской авиации Б. П. Бугаев (основной противник Ту-144) отменил это решение, и вместо Ту-144 в тот день под посадку подали Ил-62. В тот же день Туполев утвердил «Дополнительный план по топливной системе самолетов № 05-2 и 06-1», согласно которому требовалась доработка данных самолётов с учётом результатов работы аварийной комиссии по № 06-2. Пассажирские перевозки на Ту-144 были прекращены, а борта 77109 и 77110 законсервированы в аэропорту Домодедово.
24 августа того же года МАП был издан приказ № 329, согласно которому Туполеву поручалось подготовить решение «О порядке возобновления эксплуатации самолета Ту-144 на трассе Москва—Алма-Ата», а следом вышли «Рекомендации комиссии по происшествию на самолете Ту-144Д № 06-2». В начале октября оба Ту-144С в Домодедово были перегнаны на ЖЛИиДБ для доработки. 17 марта 1979 года данные работы были завершены, а авиалайнеры испытаны по программе приёмо-сдаточных полётов. Однако на пассажирские перевозки они не вернулись, так как было принято решение о доводке модели Ту-144Д. Планировалось, что самолёты с увеличенной дальностью начнут выполнять полёты по трассе Москва—Новосибирск. Все самолёты Ту-144С были вскоре отправлены в музеи.

### Самолёты Ту-144Д
Второй серийный Ту-144Д (СССР-77112) совершил свой первый полёт 19 февраля 1979 года, а следом постепенно были выпущены и ещё три (77113—77115). Последний самолёт (77116) так и не был достроен. Стоит отметить, что как и на № 06-2, на данных самолётах тоже происходили технические отказы. Так по неподтверждённым данным на одном из самолётов возник пожар ВСУ, но лётчики успели посадить самолёт на близлежащий аэродром и пожар успели быстро ликвидировать, тем самым вернув авиалайнер в строй. 31 августа 1980 года на № 08-1 (СССР-77113) лётчики Е. А. Горюнов (КВС) и В. Д. Попов (второй пилот) выполняли испытательный полёт Москва—Хабаровск, когда на сверхзвуковой скорости (1,8 Маха) произошло разрушение двигателя № 3, при этом остановился двигатель № 4 и были повреждены топливная и масляные системы. На оставшихся двух двигателях пилоты сумели совершить аварийную посадку на находящейся по курсу авиабазе Энгельс.
20 февраля 1981 года ЛИИ выдал заключение о соответствии Ту-144Д требованиям «Временных норм лётной годности сверхзвуковых самолётов», а в ноябре была утверждена программа о начале опытной эксплуатации данных самолётов на трассе Москва—Красноярск. Но 12 ноября на испытательном стенде в Рыбинском авиационном институте разрушился двигатель РД-36-51А, поэтому полёты были приостановлены, а опытная эксплуатация так и не была начата. Однако к тому времени в МГА уже потеряли интерес к сверхзвуковым авиалайнерам, а 1 июля 1983 года вышло постановление об использовании Ту-144 исключительно в качестве летающих лабораторий.